# Hiéroglyphe égyptien R24
Les deux arcs liés en hiéroglyphes égyptiens, sont classifiés dans la section R « Mobilier cultuel et emblèmes sacrés » de la liste de Gardiner ; cet hiéroglyphe y est noté R24.

## Représentation
Il représente deux arcs liés dos à dos dans un paquet, un des symboles de la déesse Neith. Il peut aussi être vertical. Il est translittéré N.t.
| R25 |

| R25 |

## Utilisation
| R24 | / | R24 · t | B1 | / | n · t | R24 | B1 |

| R24 | / | R24 · t | B1 | / | n · t | R24 | B1 |